# Christine Wittrock

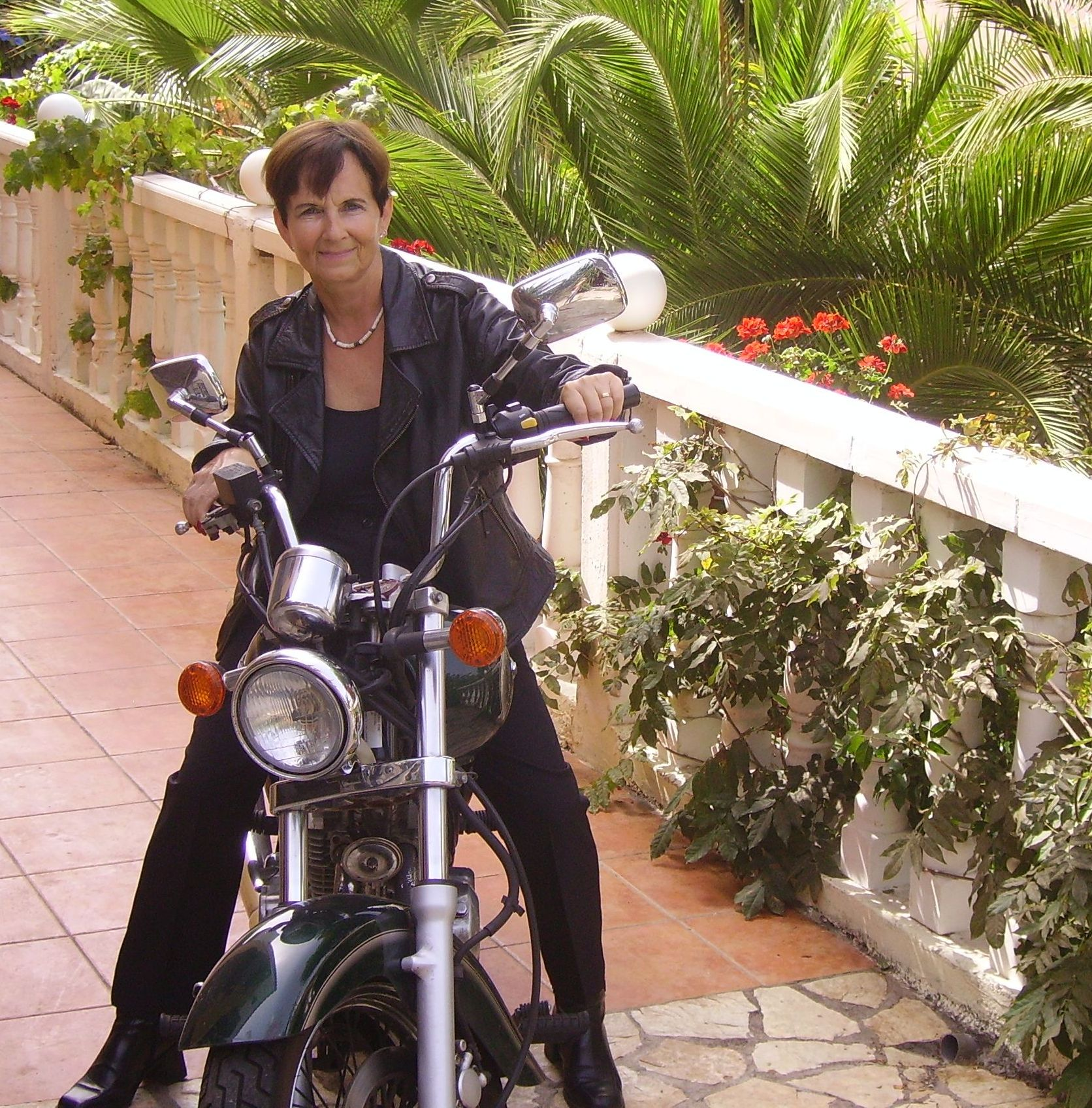
Christine Wittrock, Tazacorte 2012

Christine Wittrock (* 22. Januar 1948 in Einbeck, Niedersachsen) ist eine deutsche Historikerin, die auf La Palma lebt und arbeitet.

## Leben und Wirken
Christine Wittrock studierte zunächst Sozialarbeit an der Fachhochschule Braunschweig und schloss das Studium 1973 ab. Danach ging sie an die Johann Wolfgang Goethe-Universität nach Frankfurt am Main und studierte Geschichte, Germanistik und Philosophie. Sie erhielt ein Stipendium der Hans-Böckler-Stiftung, legte 1978 die Prüfung zum Magister artium ab und wurde 1982 mit einer Arbeit über das Frauenbild im Faschismus und seiner Vorläufer in der bürgerlichen Frauenbewegung der 1920er Jahre promoviert. Wittrock lenkte damit als eine der ersten im deutschen Sprachraum die Aufmerksamkeit auf die ideologischen Verwandtschaften zwischen bürgerlicher und faschistischer Frauenbewegung.
In den 1980er sowie 1990er Jahren war sie als Wissenschaftliche Mitarbeiterin an der Europäischen Akademie der Arbeit in Frankfurt und an der Frankfurter Universität tätig. Wittrock erarbeitete für verschiedene Orte in Hessen dokumentarische Bücher zur regionalen Geschichte im 20. Jahrhundert. Sie stand mit ihrem Vorgehen – auch die Namen von NS-Tätern in ihren Büchern über Regionalgeschichte zu nennen – seit den 1980er Jahren in der Kritik, weil ihr Vorgehen damals noch völlig unüblich war.
Wittrocks Buch Das Unrecht geht einher mit sicherem Schritt … erregte bundesweite Aufmerksamkeit, da ein Nachkomme des Wehrwirtschaftsführers Wilhelm Kaus aus Langenselbold gegen die Veröffentlichung klagte. Dennoch konnte die Veröffentlichung des Buchs damit nicht verhindert werden – die Autorin musste allerdings Schwärzungen im Text in Kauf nehmen.
Christine Wittrock ist mit dem Architekten Hans Gerber verheiratet und lebt seit 1999 als freie Autorin in La Palma/Spanien.
Ihre aktuellen Forschungsschwerpunkte sind weiterhin Geschichte des 19. und 20. Jahrhunderts, Geschichte sozialer Bewegungen und regionale Geschichte des Nationalsozialismus. Ihr Anliegen bleibt eine Geschichtsbetrachtung mit dem Blick von unten. Wittrock schreibt für verschiedene Zeitungen und Zeitschriften, darunter die Frankfurter Rundschau und die junge Welt.

## Mitgliedschaften
- Verband deutscher Schriftsteller in ver.di, Hessen[6]

## Schriften (Auswahl)

### Monografien
- Abtreibung und Kindesmord in der neueren deutschen Literatur. Selbstverlag, Frankfurt am Main 1978, OCLC 14412104, pdf (16,2 MB)
- Weiblichkeitsmythen. Das Frauenbild im Faschismus und seine Vorläufer in der Frauenbewegung der zwanziger Jahre. Sendler, Frankfurt am Main 1983, ISBN 3-88048-061-3
- Worte des Trostes in Zeiten der Wende. Aphorismen – Sprichwörter – Zitate. VTK, Frankfurt am Main 1987, ISBN 3-88599-027-X
- Die „Akademie der Arbeit“ in Frankfurt am Main und ihre Absolventen. Dipa, Frankfurt am Main 1991, ISBN 3-7638-0153-7
- Egelsbach in politisch bewegter Zeit 1914–1950. Brandes und Apsel, Frankfurt am Main 1991, ISBN 3-925798-99-4.
- (mit Katharina Lausche): Mein Waschbär, Rororo, Reinbek 1994, ISBN 3-499-20742-7
- Das Unrecht geht einher mit sicherem Schritt. Notizen über den Nationalsozialismus in Langenselbold und Schlüchtern. 1. Auflage CoCon, Hanau 1999, ISBN 3-928100-71-8; 2. Auflage  CoCon, Hanau 2017, ISBN 978-3-86314-290-2
- Saubere Geschäfte, weiße Westen und Persilscheine. Die Geschichte der Seifenfabriken in Schlüchtern und Steinau seit 1825. CoCon, Hanau 1999, ISBN 3-928100-71-8, pdf
- Kaisertreu und führergläubig. Impressionen aus dem Altkreis Gelnhausen 1918–1950. CoCon, Hanau 2006, ISBN 3-937774-27-0[7]
- Idylle und Abgründe. Die Geschichte der Stadt Einbeck mit dem Blick von unten 1900–1950. 1. Bonn 2012, ISBN 978-3-89144-455-9 und 2. 2013, ISBN 978-3-89144-465-8 (Pahl-Rugenstein); 3. 2016, ISBN 978-3-00-052639-8.

### Als Herausgeberin
- (mit Hannelore Vietze): Die Zukunft wird furchtbar werden. Alltagsgeschichte des Nationalsozialismus im Vogelsberg. CoCon, Hanau 2005, ISBN 3-937774-15-7